# Zarządzanie
Zarządzanie – ogólny zakres działań, procesów i decyzji, których zastosowanie w odniesieniu do zasobów, osób, kapitału lub organizacji ma zapewnić warunki do efektywnego ich funkcjonowania prowadzącego do osiągnięcia postawionych celów.
Od początku XX wieku, odkąd zarządzanie próbowano oprzeć na naukowych podstawach, aż do lat 60. XX wieku zarządzanie pojmowane było jako działanie kierownicze, obejmujące następujące sekwencje postępowania: planowanie, organizowanie, decydowanie, motywowanie i kontrolowanie, nazywane klasycznymi funkcjami zarządzania.
Klasyczne funkcje zarządzania wyróżnił pierwszy „klasyk” zarządzania Henri Fayol. Jednakże paradygmat zarządzania zmienił się od tego czasu radykalnie, więc warto powrócić do starszej, bardziej ogólnej definicji: zarządzanie to sztuka bądź praktyka rozumnego stosowania środków dla osiągnięcia wyznaczonych celów.
Inne definicje zarządzania:
- Zarządzanie jest sztuką osiągania zamierzonych rezultatów przez innych ludzi, zarządzający (menedżerowie) osiągają cele organizacji poprzez organizowanie pracy innych, a nie przez wykonywanie zadań osobiście.
- Zarządzanie to działalność kierownicza polegająca na ustalaniu celów i powodowaniu ich realizacji w organizacjach podległych zarządzającemu, na podstawie własności środków produkcji lub dyspozycji nimi (według Glińskiego).
- Zarządzanie to działanie polegające na dysponowaniu zasobami (według prof. T. Pszczołowskiego).
- Zarządzanie to zestaw działań (planowanie, organizowanie, motywowanie, kontrola) skierowanych na zasoby organizacji (ludzkie, finansowe, rzeczowe, informacyjne) wykorzystywanych z zamiarem osiągnięcia celów organizacji (według Griffina).
- Zarządzanie to porządkowanie chaosu, czyli panowanie nad różnorodnością i przekształcenie potencjalnych konfliktów we współpracę (według prof. B.R. Kuca).

W odniesieniu do organizacji gospodarczych zamiast słowa zarządzanie używa się czasem terminu administracja biznesu (ang. Business Administration). Zadanie administracji biznesu ujmuje krótkie określenie: „Administracja biznesu ma zapewnić, aby zostało zrobione to, co ma być zrobione”. Administracja biznesu jest dyscypliną akademicką, a szereg uniwersytetów i szkół biznesu nadaje stopień magistra z tej dyscypliny (Master of Business Administration, w skrócie MBA).

## Przedmiot zarządzania
Podmiot zarządzający nie zawsze jest tym, który wyznacza cele. Przykładem takiej sytuacji może być organizacja wojskowa, która ma do spełnienia określoną misję, ale ani ona sama, ani jej dowódcy (podmioty zarządzające) nie formułują tej misji. Formułują natomiast zadania (co jest do zrobienia) oraz określają wartości docelowe (ang. targets), czyli wyniki, jakie należy osiągnąć. Przykład ten pokazuje, że organizacja jest środkiem osiągania celów, a więc jest przedmiotem zarządzania. Inne typowe przedmioty zarządzania mające tożsamość to gospodarstwo, grupa ludzi, jednostka. Zazwyczaj wypełniają one klasyczne funkcje zarządzania, więc – pomijając wyjątki – powiemy, że przedmiot zarządzania mający tożsamość jest na ogół podmiotem zarządzania.
Z wyjątkiem szczególnych przypadków, jak np. zarządzanie osobistym budżetem przez pojedynczą osobę albo prowadzenie gospodarstwa w pełni samowystarczalnego, osiąganie zamierzonych wyników zależy częściowo od działania innych podmiotów. Zatem zarządzanie obejmuje także relacje (związki) podmiotu z otoczeniem.
Każdy podmiot w swym działaniu wykorzystuje zasoby. Zasoby są przedmiotem zarządzania. Do najważniejszych należą zasoby ludzkie (siła robocza i jej kwalifikacje), zasoby finansowe, aktywa materialne (środki trwałe) i czas. Ostatnio coraz większego znaczenia w działaniu organizacji nabierają zasoby środowiska naturalnego oraz zasoby niematerialne (np. licencje, prawa autorskie), wiedza i relacje z otoczeniem społeczno-gospodarczym zaliczane do zasobów kapitału niematerialnego (ang. intangibles, intangible capital). Zatem w zarządzaniu zasobami wyróżniamy najczęściej:
- zarządzanie zasobami ludzkimi,
- zarządzanie finansowe,
- zarządzanie aktywami,
- zarządzanie czasem,
- zarządzanie środowiskiem,
- zarządzanie wiedzą,
- zarządzanie kulturą
- zarządzanie relacjami, zwłaszcza istotne ostatnio zarządzanie związkami z klientem,
- zarządzanie kapitałem niematerialnym,
- zarządzanie problemami,
- zarządzanie konfliktami,
- zarządzanie stresem,
- zarządzanie jakością,
- zarządzanie ryzykiem,
- zarządzanie emocjami,
- zarządzanie nieruchomościami,
- zarządzanie wartością firmy – Value Based Management.

## Przedmiot zarządzania w organizacjach
Przeznaczeniem organizacji jest systematyzowanie (porządkowanie) działania jej uczestników w taki sposób, aby realizowała swą misję, osiągała pożądane wyniki bądź wykonywała swe zadania przy optymalnym wykorzystaniu (zużyciu) zasobów.
Przedmiotem zarządzania ogólnego (ang. General Management) jest organizacja jako całość. Do zadań zarządzania ogólnego należy zarządzanie strategiczne, kształtowanie struktur organizacyjnych i administracja zasobami ludzkimi oraz aktywami. Oprócz tego w nowym paradygmacie zarządzania kładzie się duży nacisk na przywództwo oraz kształtowanie kultury korporacyjnej.
Przedmiotem zarządzania funkcjonalnego są zadania względnie autonomicznych części organizacji, które nazywamy funkcjami. Według jednej z definicji (H. James Harrington) funkcja w organizacji to grupa ludzi wykonujących to samo zadanie. Najważniejszą dziedziną zarządzania funkcjonalnego jest zarządzanie operacjami, utożsamiane niegdyś z zarządzaniem produkcją, a dzisiaj często określane ogólniej jako zarządzanie wytwarzaniem wyrobów i usług. Współcześnie względne znaczenie zarządzania funkcjonalnego zmniejsza się, gdyż w coraz większym stopniu uzupełniane jest ono i częściowo zastępowane zarządzaniem procesowym.
Przechodzenie z zarządzania funkcjonalnego na zarządzanie procesowe jest zjawiskiem charakterystycznym dla wspomnianej zmiany paradygmatu zarządzania. W tym nowym paradygmacie zarządzanie operacjami można traktować jako zarządzanie czynnikami konkurencyjności.

## Zarządzanie operacyjne – zarządzanie czynnikami konkurencyjności
Wyróżnia się trzy klasyczne czynniki konkurencyjności: jakość, koszt i dostawa. Zapewnienie wymaganej przez rynek jakości produktu (wyrobu bądź usługi bądź pakietu produkty+usługi), kosztu nabycia i użytkowania produktu oraz wymaganej ilości, różnorodności, terminowości dostaw produktu i szybkości realizacji zamówień decyduje o konkurencyjności produktu, czyli o jego atrakcyjności rynkowej w porównaniu z innymi produktami. Oprócz czynników klasycznych dużego znaczenia nabierają ostatnio takie czynniki, jak sprawność obsługi klientów (ang. Customer Service) oraz cechy jakości wykraczające poza jakość konstrukcji i wykonania, np. ekologiczność i bezpieczeństwo produktu i procesu produkcji. Istotna w obsłudze klientów jest jakość ich wykonywanej pracy, która powinna być bardziej ceniona niż ilość sprzedaży np. w pracy z pracownikami bankowymi.
Zapewnienie jakości na sposób tradycyjny jest zadaniem kontroli jakości. Kontrola jakości jest funkcją organizacyjną. Kontrola jakości wykonuje swoje zadanie w ten sposób, że spośród wytworzonych produktów wybiera produkty spełniające wymagania i kwalifikuje je jako nadające się do przekazania klientowi zewnętrznemu bądź wewnętrznemu. Produkty nie spełniające wymagań zostają odrzucone przez kontrolę jakości i kierowane do poprawek, do naprawy albo do złomowania.
Zapewnienie jakości na sposób nowoczesny (w nowym paradygmacie zarządzania) polega na zapewnieniu doskonałości procesu wytwarzania i dostarczania. Podstawą takiego postępowania jest twierdzenie, że jeśli praca na każdym etapie procesu jest wysokiej jakości, to na wyjściu procesu powstaje produkt wysokiej jakości. W praktyce parametry charakteryzujące jakość produktu muszą mieścić się w określonych i wąskich granicach. Jeśli tak jest, mówi się, że proces jest stabilny. Gdy natomiast zostanie stwierdzone, że któryś z parametrów jakości produktu nie mieści się w zadanych granicach, należy poszukać w procesie miejsc, które są przyczyną defektu, a następnie usunąć owe przyczyny. W ten sposób realizowane jest sprzężenie zwrotne pomiędzy wyjściem procesu a miejscami w procesie decydującymi o jego doskonałości.
Opisany sposób sterowania procesem jest istotą Kompleksowego Systemu Sterowania przez Jakość – (ang. TQC – Total Quality Control). W praktyce olbrzymia większość procesów to procesy nieciągłe. W takich procesach zarówno przetwarzanie, jak i jakość produktu na wyjściu mają naturę statystyczną. W odniesieniu do takich przypadków oraz w odniesieniu do procesów biznesowych mówimy o statystycznym sterowaniu procesami (ang. SPC – Statistical Process Control).
Zarządzanie kosztami na sposób tradycyjny ma na celu redukcję kosztów działania organizacji. Dwa najpowszechniejsze środki prowadzące do tego to kontroling kosztów polegający na narzuceniu dyscypliny budżetowej (patrz: budżet, budżetowanie) wszystkim komórkom organizacyjnym oraz czynienie oszczędności.
W zarządzaniu procesowym zamiast o redukcji kosztów mówi się o redukcji strat. Podstawą programu redukcji strat jest klasyfikacja strat. W odniesieniu do niektórych procesów i funkcji, takich jak proces produkcji, czy utrzymanie ruchu, punktem wyjścia do klasyfikacji strat jest klasyfikacja standardowa (np. siedem rodzajów strat produkcyjnych, tzw. Sześć Wielkich Strat w pierwszym standardzie Total Productive Maintenance, szesnaście głównych strat w drugim standardzie tego systemu). W praktyce najpowszechniejszym przedsięwzięciem mającym na celu redukcję strat jest eliminowanie z procesu wszystkich elementów, które nie przynoszą wartości dodanej, są marnotrawstwem (patrz: muda). Przedsięwzięciem kompleksowym jest wyszczuplanie procesów (ang. streamlining). Zazwyczaj nie ogranicza się ono do eliminowania elementów zbędnych, lecz wymaga przeprojektowania procesu. Podstawową metodologią wyszczuplania procesów, zarówno produkcyjnych, jak i biznesowych, jest inżynieria przemysłowa – metodologia wspierająca zarządzanie operacyjne, traktowana często jako samodzielna dziedzina zarządzania.
Najprostszy przypadek konkurowania w oparciu o koszty to konkurencja cenowa. Na niektórych rynkach, zwłaszcza rynkach profesjonalnych, wysoka cena produktu jest akceptowana pod warunkiem niskich kosztów eksploatacji produktu i niskich kosztów wyłączenia produktu z eksploatacji. W takich przypadkach produkt konkurencyjny kosztowo to produkt o niskim koszcie cyklu życia.
Dostawa jako czynnik konkurencyjności jest właściwie wiązką kilku różnych czynników, które – zależnie od okoliczności (gł. od obszaru produktowo-rynkowego i sytuacji konkurencyjnej) – mają większe lub mniejsze znaczenie. Do najważniejszych z nich należy niezawodność dostaw, czyli wypełnianie przez dostawcę obietnic dotyczących terminu dostawy. Współcześnie rośnie znaczenie szybkości dostaw, czyli czasu, jaki upływa od momentu otrzymania zamówienia przez dostawcę do momentu dostarczenia towaru na miejsce przeznaczenia. Czynnikiem podstawowym jest zapewnienie wymaganej ilości towaru, ale w ramach tego rośnie znaczenie różnorodności produktów. Rynek wymaga bowiem coraz bardziej różnorodnych produktów dostarczanych coraz częściej i w coraz mniejszych partiach. Spełnienie tego warunku wymaga elastyczności systemu produkcyjnego, która jest tym większa, im krótszy czas i mniejszy koszt przestawiania (przezbrajania – patrz SMED).
Jak wspomniano powyżej, jakość, koszt i dostawa nie są jedynymi czynnikami konkurencyjności. Zapewnienie pozostałych ważnych obecnie czynników konkurencyjności odbywa się poprzez zarządzanie środowiskiem oraz zarządzanie bezpieczeństwem.
Wyszczuplanie procesu zazwyczaj prowadzi jednocześnie do jego przyspieszenia.
Prawidłowo prowadzone przeprojektowanie procesu pozwala osiągnąć jednocześnie redukcję kosztów i poprawę jakości produktu. Przeprojektowanie radykalne procesów biznesowych to reengineering, który stosowany jest obecnie bardzo rzadko, ponieważ radykalizm jego metodologii przynosi w warunkach przemysłowych na ogół więcej efektów negatywnych, niż pozytywnych. Do mniej radykalnych metodologii doskonalenia procesów należą Business Process Redesigning oraz Ulepszanie Procesów Biznesowych (ang. Business Process Improvement).

## Inne podmioty zarządzania
Gospodarka przyswajająca (zbieractwo, łowiectwo, rybołówstwo, pierwotne rolnictwo) wykorzystuje ograniczone zasoby naturalne, więc jej celem jest nie tylko pozyskiwanie i wykorzystanie tych zasobów, ale także ich ochrona. Występują tu tylko niektóre, niezbędne elementy zarządzania, jak podział pracy, planowanie robót gospodarskich i koordynowanie ich oraz proste czynności administracyjne, jak rejestracja inwentarza.
W gospodarce pierwotnej (samowystarczalnej) podobnie jak w gospodarce przyswajającej oraz w wielu formach gospodarki kolektywnej (np. zagospodarowanie działów wodnych, gospodarka leśna) praca na ogół nie ma ustalonej ceny, toteż nie musi występować tu w ogóle zarządzanie finansowe. Nie występuje tu zarządzanie strategiczne, a zarządzanie operacyjne ogranicza się do organizacji pracy.
W gospodarstwach rolnych i w najprostszych formach działalności gospodarczej, jak drobny handel, usługi i wytwórczość (rzemiosło) występują elementy strategii i zarządzania zasobami (ponieważ występuje substytucja pracy, kapitału i energii), zarządzanie jakością i organizacja pracy. Kategorią wynikową jest tu dochód albo zarobek, występuje więc zarządzanie zakupami, ale nie występuje zarządzanie kosztami.
W gospodarstwach domowych podstawowym zagadnieniem zarządzania jest alokacja dochodu oraz dysponowanych zasobów pracy i czasu pomiędzy konsumpcję bieżącą (w tym odpoczynek, rekreacja i rozrywka), oszczędności i inwestycje w przyszłość (np. edukację).
Szczególną dziedziną zarządzania jest zarządzanie osobiste, którego podmiotem jest jednostka, a przedmiotem na ogół jej budżet czasu. Zarządzanie czasem za punkt wyjścia bierze uświadomienie sobie przez jednostkę hierarchii wartości dotyczącej tego, co jest dla niej ważne w jej życiu. Celem jest racjonalne gospodarowanie czasem, tzn. alokowanie go według priorytetów wynikających z owej refleksji. Umiejętność zarządzania czasem bywa także istotnym atutem pracownika w organizacji.
Inną szczególną dziedziną zarządzania są sytuacje szczególne; wyróżnia się na przykład zarządzanie katastrofami, zarządzanie konfliktami, zarządzanie kryzysowe.
Historycznie najwcześniejszą, w pełni dojrzałą dziedziną zarządzania jest administracja terytorialna i państwowa. Najwcześniej ukształtowała się administracja miast (prawdopodobnie w 2 połowie VI tysiąclecia p.n.e.), ponieważ miasta powstały zanim powstały państwa.

## Teoretycy zarządzania
| - Chris Argyris - Karol Adamiecki - James Burnham - Dale Carnegie - Seweryn Chajtman - Alfred Chandler - Carl von Clausewitz - William Edwards Deming - Peter F. Drucker - Harrington Emerson (1853-1931) - Henri Fayol - Mary Parker Follett - Jay Forrester | - Milton Friedman - Yukichi Fukuzawa - Henry Gantt - Frank Bunker Gilbreth - Charles Handy - Geert Hofstede - Joseph Juran - Leonid Kantorowicz - Tadeusz Kotarbiński - Philip Kotler - Laozi - Niccolò Machiavelli - Henry Mintzberg | - Gareth Morgan - Ken’ichi Ōmae - Elinor Ostrom - Robert Owen - Tom Peters - Pierre Samuel du Pont de Nemours - Michael E. Porter - Peter Senge - Herbert Simon - Adam Smith - Sun Zi - Frederick Winslow Taylor - Oliver Williamson |

## Praktycy zarządzania
| - Roman Abramowicz - Archimedes z Syrakuz - Tomáš Baťa - Chester Barnard - Jeff Bezos - Richard Branson - Warren Buffett - Andrew Carnegie - Hipolit Cegielski - Michael Dell - George Eastman - Henry Ford - Bill Gates | - Andrew Grove - Henry John Heinz - Sōichirō Honda - Lee Iacocca - Steve Jobs - Ingvar Kamprad - Ray Kroc - Jan Kulczyk - Eugeniusz Kwiatkowski - Kōnosuke Matsushita - David Ogilvy - Tom Peters - John Pierpont Morgan - Rupert Murdoch | - John D. Rockefeller - Anita Roddick - David Sarnoff - Howard Schultz - Alfred P. Sloan - George Soros - Kiichirō Toyoda - Sam Walton - Meg Whitman - Oprah Winfrey - Jack Welch - Mark Zuckerberg |